# Канадски федерални избори 1872.
Канадски федерални избори 1872. одржани су 20. јула 1872. године, за чланове у Канадском дому комуне у другом Канадском парламенту у Канади. Премијер Џон А. Макдоналд из конзервативне партије је остао на власти, победивши либерале.
Едвард Блејкв, који је имао седиште у оба у Канадском дому комуне и законодавне скупштина Онтарија, поднео је оставку на место премијера Онтарија. Да су либерали победили, њему би сигурно био понуђен положај Премијера Канаде. Странка није имала формално лидера као што су до 1873. године, када је Александар Макензи добио положај после Блејк га је одбио због лошег здраљва. Блејк је током избора 1872. године био много болест, а Макензи је био на челу либералне партије у Онтарију, али не и ван провинције.
1872. општи избори су били први избори који су обухватали провинцију Манитоба и Британску Колумбију, које су ушле у састав Доминиона након Конфедерације 1867. године. Избори су били одржани у обе провинције за бирање посланика у парламент.